# 当费尔-罗什罗广场

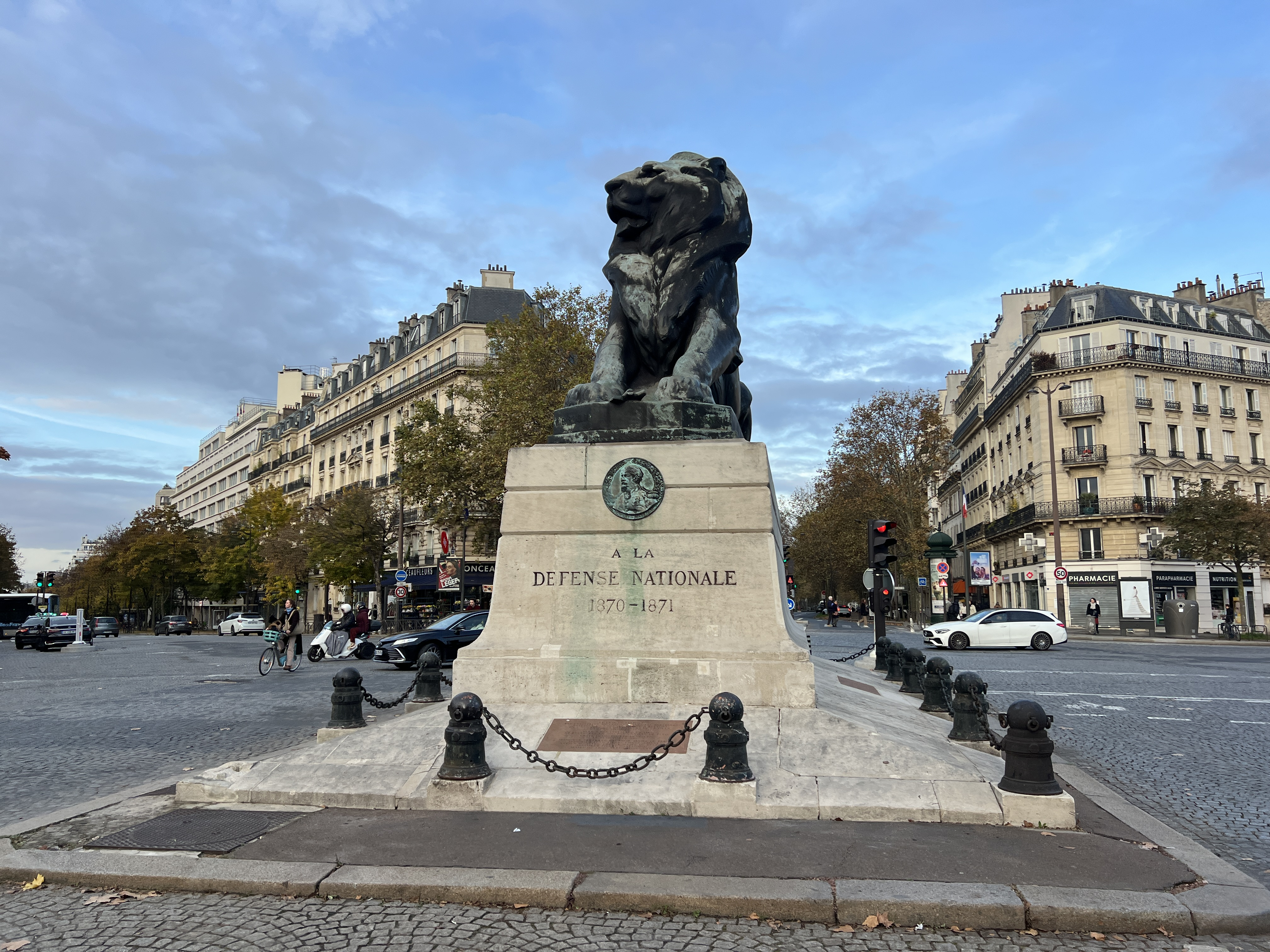
廣場上的贝尔福狮像（2024年11月）

当费尔-罗什罗广场（法语：Place Denfert-Rochereau，曾经称为Place d'Enfer）位于法国巴黎十四区蒙帕纳斯（Montparnasse）地区7条道路的交汇处。其地理坐标为48°50′3.66″N 2°19′56.62″E / 48.8343500°N 2.3323944°E。
当费尔-罗什罗广场得名于普法战争中贝尔福之围时的法国统帅皮埃尔·菲利普·当费尔-罗什罗（Pierre Philippe Denfert-Rochereau）。
当费尔-罗什罗广场的核心是贝尔福狮像的复制品，巴黎地下墓穴博物馆也在这里。